# Fiumicello (fiume)
Il Fiumicello è un fiume che nasce nella Repubblica di San Marino e scorre anche in territorio italiano prima di gettarsi nel Marano nei pressi del lago di Faetano e del confine con l'Italia.
La distanza dal fiume nel territorio di Faetano ai Molini dei Frati di Acquaviva è la larghezza massima del territorio di San Marino.